# Guam Shipyard
Guam Shipyard  là câu lạc bộ bóng đá Guam hiện tại thi đấu ở Giải bóng đá vô địch quốc gia Guam ở Guam, lãnh thổ ở Hoa Kỳ. Đội bóng có 3 lần vô địch cúp quốc gia và giữ kỷ lục vô địch giải quốc gia nhiều nhất. Họ thường về đích ở nhóm đầu của bảng xếp hạng Giải bóng đá vô địch quốc gia Guam.

## Danh hiệu
- Giải bóng đá vô địch quốc gia Guam (14):[3]

Với tên gọi Continental Micronesia G-Force: 1995, 1996
Với tên gọi Coors Light Silver Bullets 1999, 2000, 2001 (mùa giải Mùa thu vô địch với tên gọi Staywell Zoom)
Với tên gọi Guam Shipyard: 2002, 2003, 2005, 2006
- Cúp bóng đá Guam (3):[4]

Với tên gọi Guam Shipyard: 2010, 2012, 2015